# Erysichthon (Thessalien)

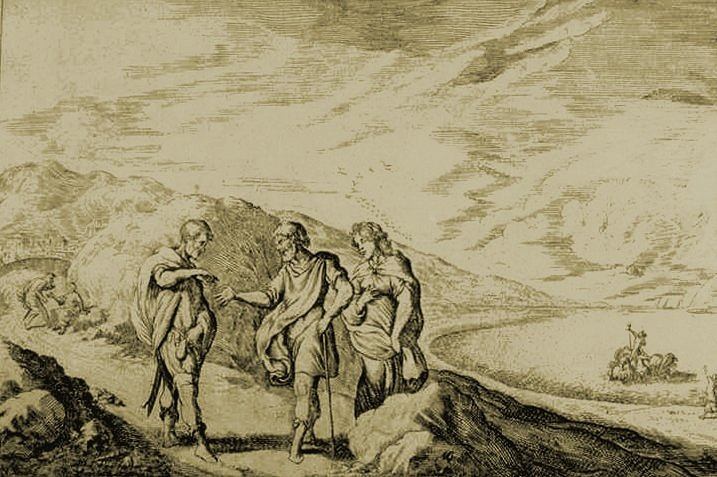
Bauer: Erysichthon verkauft seine Tochter Mestra

Erysichthon (altgriechisch Ἐρυσίχθων Erysíchthōn, deutsch ‚die Erde furchend‘ ist eine Gestalt der griechischen Mythologie. Er war der Sohn des Triopas oder des Myrmidon und König von Thessalien. Er veranlasst eines Tages kaltherzig die Fällung einer heiligen Eiche der Demeter, ohne dabei auf das Bitten und Flehen der Dryade zu achten, die mit dem Baum sterben musste.
Die grausame Strafe für diese Tat erhielt er umgehend von Demeter, diese ließ eine Hungergöttin dem schlafenden Erysichthon unstillbare Fressgier einhauchen. Daraufhin verzehrte der König zuerst seinen gesamten Besitz, um danach sich selbst auffressen zu müssen. Dies ist auch die Ursache für seinen Beinamen Aithon (αἴθων aíthōn, deutsch ‚brennend‘).
Erysichthon hatte die Tochter Mestra. Da sie die Geliebte des Poseidon war, besaß sie die Gabe, sich in jede Gestalt zu verwandeln. Um seinen unbändigen Hunger zu stillen, gab er seine Tochter an gut zahlende Freier. In der Nacht verwandelte sich diese jedoch in ein Tier, floh und kehrte zu ihrem Vater zurück. Zu den betrogenen Freiern zählte auch Glaukos, der Sohn des Sisyphos.
Die Erysichthon-Sage wird bei Kallimachos, Demeterhymnos 6,24–117, Lykophron und am ausführlichsten bei Ovid, Metamorphosen 8,738–878 dargestellt.